# Олексій Михайлович (Романов)
Великий князь Олексі́й Миха́йлович Рома́нов (рос. Алексей Михайлович Романов; 28 грудня 1875, Тифліс — 2 березня 1895, Санремо) — шостий, найменший син великого князя Михайла Миколайовича і великої княгині Ольги Федорівни, онук імператора Миколи I.

## Життєпис
Народився на Кавказі, де його батько обіймав посаду Кавказького намісника. Від народження був призначений шефом 161-го піхотного Александропольського полку.
У 1881 році разом з батьками переїхав до Санкт-Петербурга. Здобув домашню освіту, його вихователем був полковник В. О. Шильдер.
У жовтні 1894 року був випущений з Морського корпусу у званні мічмана.
Під час виходу в море потрапив у шторм, внаслідок чого захворів на двосторонню пневмонію, яка швидко переросла в сухоти.
У жовтні 1894 року великий князь Олексій Михайлович, уже важко хворий, на яхті «Тамара» прибув до Ялти, де попрощався з батьками і братами. З Ялти він відбув до Севастополя, а звідти, через Відень, — до Санремо (Італія). Проте ні теплий морський клімат, ні старання лікарів не змогли зупинити хворобу.
Похований 12 березня 1895 року в Санкт-Петербурзі у Великій усипальниці собору Святих першоверховних апостолів Петра і Павла.

## Захоплення
Приблизно з 1890 року великий князь розпочав збирати колекцію поштових марок. Попри свій молодий вік, він став одним з серйозних збирачів марок, мав особисті знайомства з багатьма видатними філателістами, зокрема з директором Берлінського поштового музею, співробітниками філателістичних журналів.
Олексій Михайлович був почесним членом Санкт-Петербурзького відділення Дрезденського міжнародного товариства марок і членом Лондонського товариства марок.